# Mont-rodó
El Mont-rodó és una muntanya de 487 metres que es troba al municipi de Canet d'Adri, a la comarca del Gironès.